# العلاقات الكاميرونية التشادية
العلاقات الكاميرونية التشادية هي العلاقات الثنائية التي تجمع بين الكاميرون وتشاد.

## مقارنة بين البلدين
هذه مقارنة عامة ومرجعية للدولتين:
| وجه المقارنة                                              | الكاميرون                      | تشاد                      |
| --------------------------------------------------------- | ------------------------------ | ------------------------- |
| المساحة (كم2)                                             | 475.44 ألف                     | 1.28 مليون                |
| عدد السكان (نسمة)                                         | 24.05 مليون                    | 15.23 مليون               |
| الكثافة السكانية (ن./كم²)                                 | 50.58                          | 11.9                      |
| العاصمة                                                   | ياوندي                         | انجمينا                   |
| اللغة الرسمية                                             | لغة فرنسية، لغة إنجليزية       | لغة فرنسية، اللغة العربية |
| العملة                                                    | فرنك وسط أفريقي                | فرنك وسط أفريقي           |
| الناتج المحلي الإجمالي (بليون دولار)                      | 34.80 مليار                    | 9.98 مليار                |
| الناتج المحلي الإجمالي (تعادل القوة الشرائية) بليون دولار | 72.72 مليار                    | 30.54 مليار               |
| الناتج المحلي الإجمالي الاسمي للفرد دولار أمريكي          | 1.22 ألف                       | 775                       |
| الناتج المحلي الإجمالي للفرد دولار أمريكي                 | 2.97 ألف                       | 2.18 ألف                  |
| مؤشر التنمية البشرية                                      | 0.512                          | 0.392                     |
| رمز المكالمات الدولي                                      | +237                           | +235                      |
| رمز الإنترنت                                              | .cm                            | .td                       |
| المنطقة الزمنية                                           | توقيت غرب أفريقيا، ت ع م+01:00 | ت ع م+01:00               |

## منظمات دولية مشتركة
يشترك البلدان في عضوية مجموعة من المنظمات الدولية، منها:
| علم المنظمة | اسم المنظمة                                 | تاريخ انضمام الكاميرون | تاريخ انضمام تشاد |
| ----------- | ------------------------------------------- | ---------------------- | ----------------- |
|             | وكالة ضمان الاستثمار متعدد الأطراف          | 7 أكتوبر 1988          | 11 يونيو 2002     |
|             | الأمم المتحدة                               | 20 سبتمبر 1960         | 20 سبتمبر 1960    |
|             | البنك المركزي لدول وسط أفريقيا              | ?                      | ?                 |
|             | منظمة التعاون الإسلامي                      | ?                      | ?                 |
|             | منظمة حظر الأسلحة الكيميائية                | ?                      | ?                 |
|             | منظمة التجارة العالمية                      | ?                      | ?                 |
|             | منظمة الشرطة الجنائية الدولية               | ?                      | ?                 |
|             | الاتحاد الأفريقي                            | ?                      | ?                 |
|             | البنك الإفريقي للتنمية                      | ?                      | ?                 |
|             | مؤسسة التنمية الدولية                       | 10 أبريل 1964          | 7 نوفمبر 1963     |
|             | يونسكو                                      | 11 نوفمبر 1960         | 19 ديسمبر 1960    |
|             | مجموعة دول أفريقيا والكاريبي والمحيط الهادئ | ?                      | ?                 |
|             | الاتحاد البريدي العالمي                     | ?                      | ?                 |
|             | البنك الدولي للإنشاء والتعمير               | 10 يوليو 1963          | 10 يوليو 1963     |
|             | أفريستات ‏                                   | 21 سبتمبر 1993         | 21 سبتمبر 1993    |
|             | الاتحاد الدولي للاتصالات                    | 22 ديسمبر 1960         | 25 نوفمبر 1960    |
|             | مؤسسة التمويل الدولية                       | 1 أكتوبر 1974          | 2 أبريل 1998      |
|             | المركز الدولي لتسوية المنازعات الاستشارية   | 2 فبراير 1967          | 14 أكتوبر 1966    |
|             | أحدى                                        | ?                      | ?                 |

## وصلات خارجية
- موقع وزارة الخارجية الكاميرونية